# Liste der Museen im Kreis Wesel
Die Liste der Museen im Kreis Wesel enthält Museen im Kreis Wesel, die unter anderem Kunst, Kultur und Naturgeschichte vorstellen.

## Liste der Museen
| Bezeichnung                                                             | Ort              | Bemerkungen | Bild                                                 |
| ----------------------------------------------------------------------- | ---------------- | --- | ---------------------------------------------------- |
| Geschichtsort Humberghaus                                               | Dingden          | Westmünsterland, jüdisches Wohn- und Geschäftshaus, frühere koschere Metzgerei, private Mikwe, Mesusot-Abdrücke; restaurierter Originalzustand wie um 1930; Landjudentum, Begegnungsstätte mit den Nachkommen aus Kanada |                                                      |
| Museum der Stadt Dinslaken. Stadthistorisches Zentrum im Voswinckelshof | Dinslaken        | Geschichte der Stadt Dinslaken, beginnende Industrialisierung: Bergbau und Stahlindustrie |                                                      |
| Otto Pankok Museum Haus Esselt                                          | Hünxe            | |                                                      |
| Geologisches Museum                                                     | Kamp-Lintfort    | |                                                      |
| Ordensmuseum Kloster Kamp                                               | Kamp-Lintfort    | |                                                      |
| Grafschafter Museum im Moerser Schloss                                  | Moers            | |                                                      |
| Niederrheinisches Motorradmuseum (aufgelöst)                            | Moers            | |                                                      |
| Galerie Peschkenhaus (ehemalige städtische Galerie)                     | Moers            | |                                                      |
| Museum Neukirchen-Vluyn                                                 | Neukirchen-Vluyn | |                                                      |
| Uhrenmuseum Hubben                                                      | Neukirchen-Vluyn | |                                                      |
| TerraZoo Rheinberg                                                      | Rheinberg        | |                                                      |
| Heimatmuseum Schermbeck                                                 | Schermbeck       | |                                                      |
| Keramikmuseum Tietz                                                     | Sonsbeck         | Privates Museum, niederrheinischer Keramik |                                                      |
| Traktoren-Museum Pauenhof                                               | Sonsbeck         | Privates Museum auf der Route der Industriekultur, mit über 400 Traktoren |                                                      |
| Städtisches Museum Wesel. Galerie im Centrum                            | Wesel            | |                                                      |
| Eisenbahnmuseum Wesel im Bahngelände Friedensstraße                     | Wesel            | |                                                      |
| HSW Historischer Schienenverkehr Wesel                                  | Wesel            | |                                                      |
| Museum Bislich                                                          | Wesel            | Der Rhein als Lebensraum, lokale Zieglergeschichte, Vogelwelt am Niederrhein |                                                      |
| LVR-Niederrheinmuseum Wesel, Zitadelle Wesel                            | Wesel            | Schill-Museum im Haupttorgebäude, früher: Preußen-Museum | Das Haupttor der Zitadelle Wesel vom Waffenplatz aus |
| Archäologischer Park Xanten                                             | Xanten           | Auf dem Gebiet der ehemaligen römischen Stadt Colonia Ulpia Traiana. |                                                      |
| Blauhaus Xanten                                                         | Xanten           | |                                                      |
| LVR-RömerMuseum                                                         | Xanten           | |                                                      |
| SiegfriedMuseum                                                         | Xanten           | |                                                      |
| Stiftsmuseum Xanten                                                     | Xanten           | Kirchliches Museum mit u.A. Kirchenschatz des Xantener St.-Viktor-Doms |                                                      |